# Long Creek Township (comté de Decatur, Iowa)
Long Creek Township est un township, du comté de Decatur en Iowa, aux États-Unis,.

## Source de la traduction
- (en) Cet article est partiellement ou en totalité issu de l’article de Wikipédia en anglais intitulé « Long Creek Township, Decatur County, Iowa » (voir la liste des auteurs).